# 飯食い幽霊

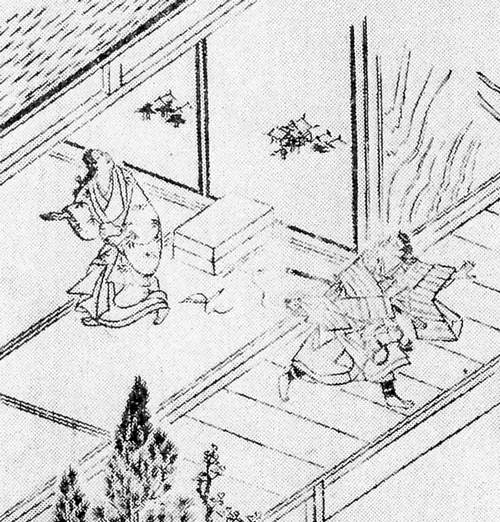
『狗張子』より「隅田宮内卿家の怪異」

飯食い幽霊（めしくいゆうれい）は、元禄時代の仮名草子『狗張子』にある怪異譚。原題は「隅田（すだ）宮内卿家の怪異」で、「飯食い幽霊」の名は漫画家・水木しげるによるもの。
天文時代、武田信玄の家来である隅田宮内卿の家に化け物が住み着いた。しかし、その姿は見せず、朝晩の食べ物ばかり人並みに食べていた。
家の使いの者たちが宮内郷の噂話をすると、宮内郷に告げ口して罰を受けさせると言って威した。また、宮内郷夫婦がこの化け物のことを話すと、自分の悪口を言うと災いを起こすと言って威し、実際に家の物がなくなるなどの怪異が起きた。
主人は化け物をそのままにするわけにもいかず、山伏に祈祷を依頼したが、化け物は家を崩してやると言って威し、家の柱を切るような音をさせて驚かせた。その後、高僧の祈祷によって化け物は鎮まったものの、宮内郷は後の合戦で討ち死にしてしまったという。